# Château en Flandre
Pour plus de détails, voir Fiche technique et Distribution.
Château en Flandre (Das Schloß in Flandern) est un film allemand réalisé par Géza von Bolváry et sorti en 1936.

## Synopsis
Dans la Flandre au temps de la Première Guerre mondiale, six officiers britanniques sont cantonnés près du front dans le château du duc de Mézeray. Les violents combats autour de la ville d'Ypres se ressentent ensuite jusqu'au château à tel point qu'on condamne les fenêtres. Pour passer le temps, les hommes écoutent le gramophone, qui ne joue qu'un seul disque, dont ils sont fascinés car la chanson raconte mélancoliquement la vie avant la guerre. L'interprète de cette chanson est une star de la revue parisienne, du nom de Gloria Delamare. L'officier australien Fred Winsbury est époustouflé d'entendre cette voix encore et encore et décide d'écrire une lettre à l'artiste. Mais il n'a pas le temps de l'envoyer et dans la bataille qui s'ensuit, il est porté disparu.
Cinq ans plus tard, la petite chanteuse Gloria Delamare est devenue une star mondialement connue qui est accompagnée, honorée et courtisée par le Britannique Bob Harrogate. Il lui propose régulièrement, ce qu'elle refuse tout aussi régulièrement. Lorsqu'il devient trop ennuyeux, Gloria décide de partir seule en tournée, ce qui l'emmène également à Ypres. Une raison toute particulière les y conduit. Un médium nommé Lincoln, autrefois officier, a prédit que dans un manoir voisin, le château éponyme en Flandre, elle serait aimée comme jamais auparavant. N'ayant plus de chambre d'hôtel décente en ville, Gloria accepte la suggestion d'essayer le château du duc. Lorsque l'artiste y arrive, elle est très surprise qu'elles étaient évidemment déjà attendues, car elles étaient festivement fixées. Même votre marque préférée de cigarettes est disponible. Elle dîne avec un homme et danse avec lui. Puis ce monsieur lui raconte l'histoire des six officiers qui étaient en poste ici il y a cinq ans et qui ont été fascinés par sa voix sur le disque. Heureusement, Gloria est prête à interpréter à nouveau cette chanson du passé, cette fois en direct. Cependant, lorsque le mystérieux inconnu essaie de l'embrasser, Gloria tressaillit de déception, car elle n'est pas une femme pour une nuit... qui avaient été en poste ici il y a cinq ans et étaient fascinés par sa voix sur le disque. Heureusement, Gloria est prête à interpréter à nouveau cette chanson du passé, cette fois en direct. Cependant, lorsque le mystérieux inconnu essaie de l'embrasser, Gloria tressaillit de déception, car elle n'est pas une femme pour une nuit... qui avaient été en poste ici il y a cinq ans et étaient fascinés par sa voix sur le disque. Heureusement, Gloria est prête à interpréter à nouveau cette chanson du passé, cette fois en direct. Cependant, lorsque le mystérieux inconnu essaie de l'embrasser, Gloria tressaillit de déception, car elle n'est pas une femme pour une nuit...
Le lendemain matin, Gloria est transformée. Elle a rapidement développé des sentiments pour l'inconnu qui n'est autre que l'admirateur du passé, Fred Winsbury, qu'on croyait mort. Mais Fred a déjà disparu et n'apparaît que le soir même où Gloria chante à Ypres. Puis il disparaît à nouveau, alors Gloria fait ses propres recherches et publie des annonces recherchées dans le journal. Les choses deviennent de plus en plus mystérieuses lorsqu'une Anglaise nommée Lady Margaret Beverley apparaît soudainement et dit à Gloria que, premièrement, elle a été fiancée à l'étranger et deuxièmement, qu'il est mort depuis cinq ans. Le lendemain, cependant, Gloria voit les deux assis ensemble dans la loge du théâtre. Les faits suivants ressortent de la conversation entre les deux: Margaret avait alors commis une fraude, et Fred, tout officier et gentleman de la tête aux pieds, en a pris le blâme. En conséquence, sa propre famille dans la lointaine Australie l'a rejeté, alors Fred a décidé de simuler sa propre mort et de commencer une nouvelle vie. Mais maintenant qu'il a trouvé l'amour de sa vie, il veut retrouver son ancienne vie.
Margaret est horrifiée parce que cela signifie que ses propres méfaits sont exposés. Elle est maintenant mariée et a deux enfants. Révéler leurs méfaits les ruinerait socialement. Encore une fois, Fred se laisse convaincre par elle de tout laisser tel quel, même si cela signifie qu'il devra peut-être se passer de Gloria. Mais Gloria prend les choses en main et invite Fred dans la loge après la représentation. Là, elle lui demande des explications. Cependant, en gentleman qu'il est, il se tait pour ne pas renier Margaret. Il planifie déjà secrètement son retour en Australie. Quand Fred est parti, Margaret réapparaît et lui dit toute la vérité, y compris sa propre culpabilité. Au château des Flandres, les anciens camarades de guerre se retrouvent pour le cinquième anniversaire. Pour rappel, l'ancien record du passé est mis en place. Mais cette fois, le chant sonne d'à côté. C'est Gloria qui chante la vieille chanson nostalgique en personne. Elle dit à Fred qu'elle sait maintenant et veut l'accompagner dans le voyage de retour en Australie.

## Fiche technique
- Titre français : Château en Flandre[1]
- Titre original : Das Schloß in Flandern
- Réalisateur : Géza von Bolváry
- Assistant-réalisateur : Josef von Báky
- Scénario : Curt J. Braun
- Photographie : Werner Brandes
- Montage : Hermann Haller
- Musique : Franz Grothe
- Décors : Emil Hasler, Arthur Schwarz
- Costumes : Werner Boehm
- Société de production : Tobis-Magna-Filmproduktion
- Pays d'origine :  Reich allemand
- Langue : Allemand
- Format : Noir et blanc — 35 mm — 1,37:1 — Son : Mono
- Genre : Film dramatique
- Durée : 93 minutes (1 h 33)
- Dates de sortie : 
  - Troisième Reich : 14 août 1936
  - France : 8 octobre 1936[1]

## Distribution
- Mártha Eggerth : Gloria Delamare
- Paul Hartmann : Fred Winsbury
- Georg Alexander : Bob Harrogate
- Hilde Weissner : Lady Margaret
- Valy Arnheim : Gaspard, le châtelain
- Eduard Bornträge :
- Gerhard Dammann : Le policier
- Peter Elsholtz : Lincoln
- Edwin Jürgensen : Sir Ramsey
- Rudolf Klicks : Piccolo
- Gerti Kraus :
- Else Lüders :
- Rio Nobile : Clifton
- Irmgard Novac :
- Gerti Ober :
- Paul Otto : Sir Archibald Winsbury
- Sabine Peters : Anne, femme de chambre de Gloria
- Willi Schaeffers : L'invité
- Georg H. Schnell : L'adjudant du régiment
- Kurt Seifert : Le concierge de l'hôtel
- Valeska Stock :
- Alfred Stratmann :
- Toni Tetzlaff :
- Rolf von Goth : Brigg
- Jens von Hagen : Major Murray
- Hertha von Walther : La baronne
- Rudolf Vones :
- Otto Wernicke :